# Premier League 2023-2024 (Sierra Leone)
La Premier League 2023-2024 , anche nota come Sierra Leone National Premier League 2023-2024, è stata la 35ª edizione della massima serie del campionato di calcio della Sierra Leone. La stagione è iniziata il 3 novembre 2023 e si è conclusa il 30 giugno 2024.
Il Bo Rangers era il detentore del titolo, avendo vinto il campionato per la seconda volta nella sua storia nell'edizione 2022-2023, e si è riconfermata campione. 

## Stagione

### Novità
Dalla stagione precedente sono stati retrocessi in National First Division Kamboi Eagles, Johansen e East End Tigers, ultimi tre classificati della Premier League. In aggiunta, il Central Parade ha cessato le attività e non si è iscritto al campionato. Al loro posto sono stati promossi Bhantal, Kahunla, Kholifa Stars e Wilberforce Strikers dalla National First Division.

### Formula
Le 18 squadre partecipanti giocano un girone all'italiana con partite di andata e ritorno, per un totale di 34 giornate. Al termine della stagione, la squadra prima classificata è campione della Sierra Leone e si qualifica per la CAF Champions League 2024-2025, mentre la seconda classificata si qualifica per la Coppa della Confederazione CAF 2024-2025. Le ultime tre classificate sono invece automaticamente retrocesse in National First Division.

## Squadre partecipanti
| Squadra              | Città     | Stagione precedente         |
| -------------------- | --------- | --------------------------- |
| Bai Bureh Warriors   | Port Loko | 7° in Premier League        |
| Bhantal              | Freetown  | National First Division     |
| Bo Rangers           | Bo        | Campione della Sierra Leone |
| Diamond Stars        | Koidu     | 5° in Premier League        |
| East End Lions       | Freetown  | 3° in Premier League        |
| Freetonians SLIFA    | Freetown  | 6° in Premier League        |
| Freetown City        | Freetown  | 12° in Premier League       |
| Kahunla              | Kenema    | National First Division     |
| Kallon               | Freetown  | 4° in Premier League        |
| Kholifa Stars        | Magburaka | National First Division     |
| Lamboi               | Freetown  | 13° in Premier League       |
| Luawa                | Freetown  | 10° in Premier League       |
| Mighty Blackpool     | Freetown  | 2° in Premier League        |
| Old Edwardians       | Freetown  | 11° in Premier League       |
| Ports Authority      | Freetown  | 8° in Premier League        |
| Real Republicans     | Freetown  | 14° in Premier League       |
| Wilberforce Strikers | Freetown  | National First Division     |
| Wusum Stars          | Makeni    | 9° in Premier League        |

## Classifica
|                         | Pos. | Squadra              | Pt | G  | V  | N  | P  | GF | GS | DR  |
| ----------------------- | ---- | -------------------- | -- | -- | -- | -- | -- | -- | -- | --- |
| Sierra Leone (bandiera) | 1.   | Bo Rangers           | 76 | 34 | 23 | 7  | 4  | 56 | 19 | +37 |
|                         | 2.   | Bhantal              | 61 | 34 | 17 | 10 | 7  | 33 | 20 | +13 |
|                         | 3.   | Kallon               | 60 | 34 | 17 | 9  | 8  | 45 | 24 | +21 |
|                         | 4.   | Wusum Stars          | 54 | 34 | 15 | 9  | 10 | 39 | 24 | +15 |
|                         | 5.   | Ports Authority      | 52 | 34 | 13 | 13 | 8  | 40 | 34 | +6  |
|                         | 6.   | East End Lions       | 51 | 34 | 12 | 15 | 7  | 38 | 25 | +13 |
|                         | 7.   | Old Edwardians       | 48 | 34 | 11 | 15 | 8  | 34 | 25 | +9  |
|                         | 8.   | Wilberforce Strikers | 46 | 34 | 11 | 13 | 10 | 31 | 25 | +6  |
|                         | 9.   | Luawa                | 46 | 34 | 12 | 10 | 12 | 32 | 39 | -7  |
|                         | 10.  | Freetonians SLIFA    | 45 | 34 | 11 | 12 | 11 | 31 | 32 | -1  |
|                         | 11.  | Mighty Blackpool     | 45 | 34 | 12 | 9  | 13 | 28 | 33 | -5  |
|                         | 12.  | Diamond Stars        | 45 | 34 | 12 | 9  | 13 | 27 | 32 | -5  |
|                         | 13.  | Bai Bureh Warriors   | 40 | 34 | 9  | 13 | 12 | 23 | 26 | -3  |
|                         | 14.  | Lamboi               | 40 | 34 | 10 | 10 | 14 | 28 | 35 | -7  |
|                         | 15.  | Freetown City        | 32 | 34 | 6  | 14 | 14 | 21 | 35 | -14 |
|                         | 16.  | Real Republicans     | 32 | 34 | 7  | 11 | 16 | 31 | 53 | -22 |
|                         | 17.  | Kholifa Stars        | 24 | 34 | 6  | 6  | 22 | 22 | 44 | -22 |
|                         | 18.  | Kahunla              | 23 | 34 | 6  | 5  | 23 | 18 | 52 | -34 |

Legenda
      Campione della Sierra Leone e ammessa alla CAF Champions League 2024-2025.
      Ammessa alla Coppa della Confederazione CAF 2024-2025.
      Retrocessa in National First Division 2024-2025.
Note:
Tre punti a vittoria, uno a pareggio, zero a sconfitta.